# Closeness
Closeness ist ein Jazzalbum von Ellen Andrea Wang. Die am 29., 30. September und 1. Oktober 2019 im Reelbeats Studio in Lillehammer, Norwegen entstandenen Aufnahmen erschienen am 18. September 2020 auf Ropeadope Records.

## Hintergrund
Auf Wangs drittem Studioalbum Closeness spielt die Musikerin im Trio mit Rob Luft an der Gitarre und Jon Fält am Schlagzeug. Das Album ist eine Mischung aus traditionellen Spirituals wie dem durch Paul Robeson und Burt Ives bekannten Song Wayfaring Stranger, Eigenkompositionen sowie zwei Coverversionen von Ornette Coleman (Lonely Woman) und dem Filmsong nach Pat Metheny / David-Bowie This Is Not America von 1985, mit dem Gesang der drei Musiker.

## Titelliste

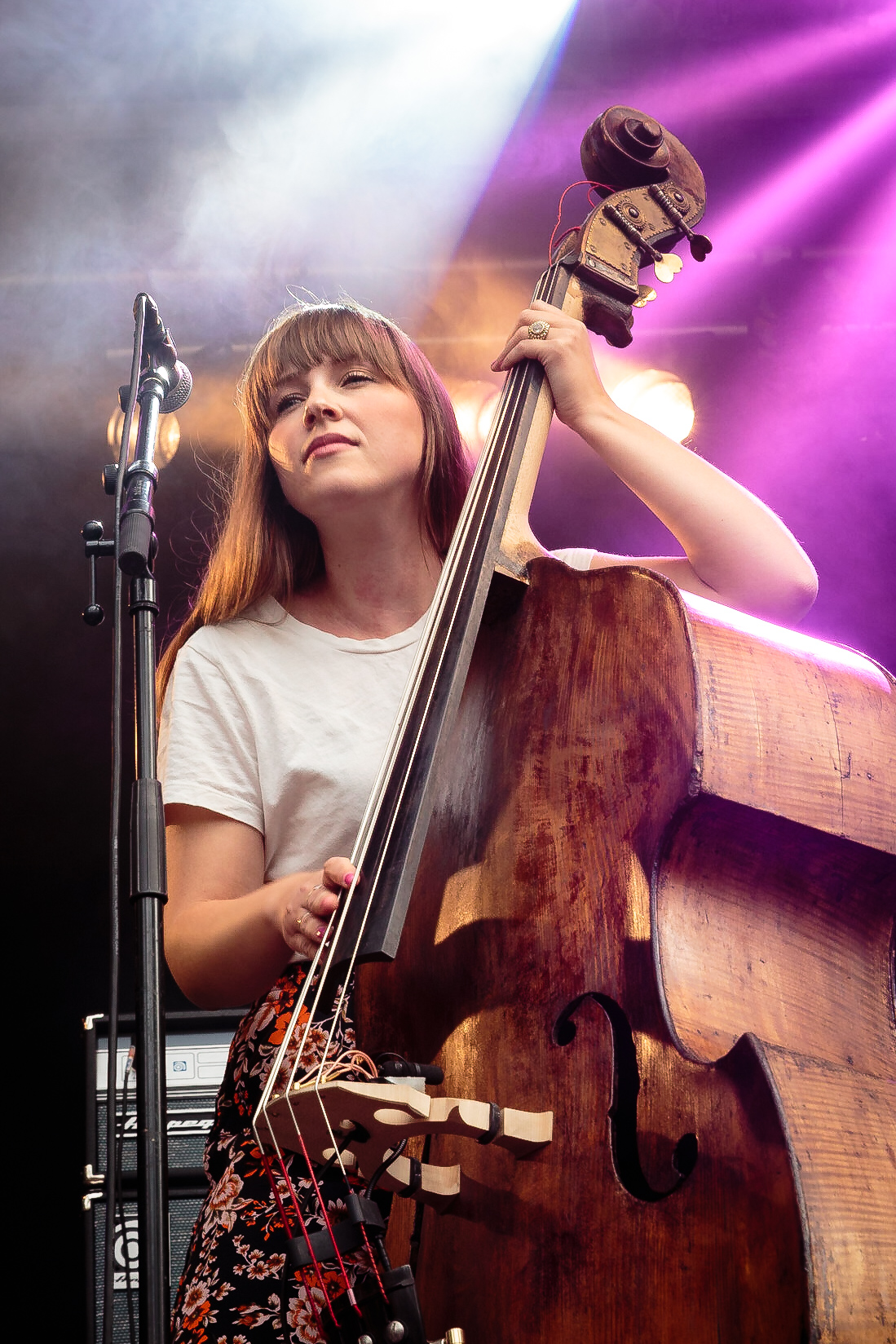
Ellen Andrea Wang (Oslo 2018)

- Ellen Andrea Wang: Closeness (Ropeadope)[1]
  1. Erasmus, 0:49
  2. Closeness, 5:48
  3. Nobody Knows (Traditional), 5:25
  4. Strange Flower, 5:29
  5. Waiting for Ellinor, 2:01
  6. Recognise, 8:26
  7. Lonely Woman (Ornette Coleman, Margo Guryan), 5:41
  8. This Is Not America (Pat Metheny, David Bowie, Lyle Mays), 4:3
  9. Wayfaring Stranger (Traditional), 5:27
- Sofern nicht anders vermerkt, stammen alle Kompositionen von Ellen Andrea Wang.

## Rezeption

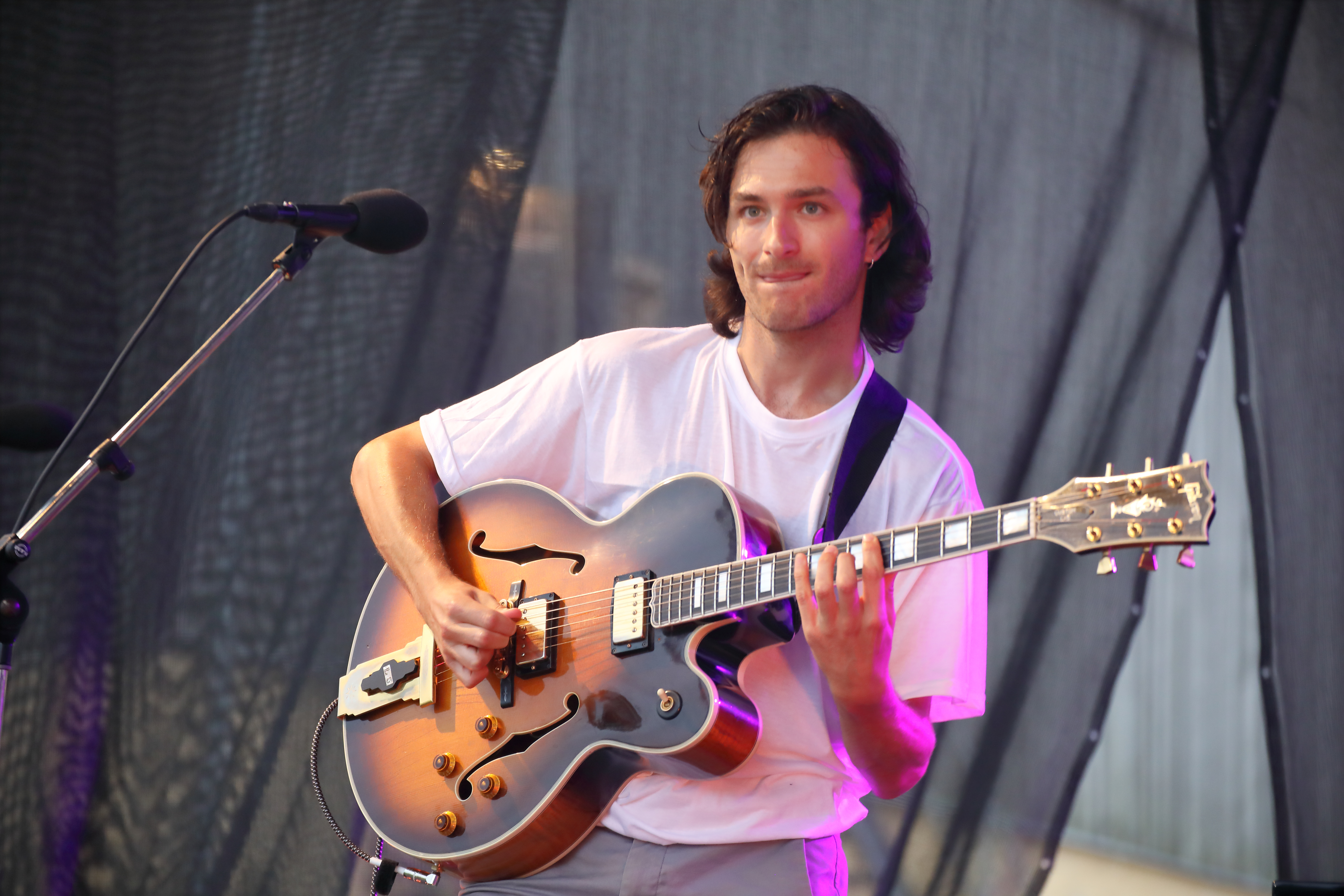
Rob Luft auf dem INNtöne Jazzfestival, August 2020

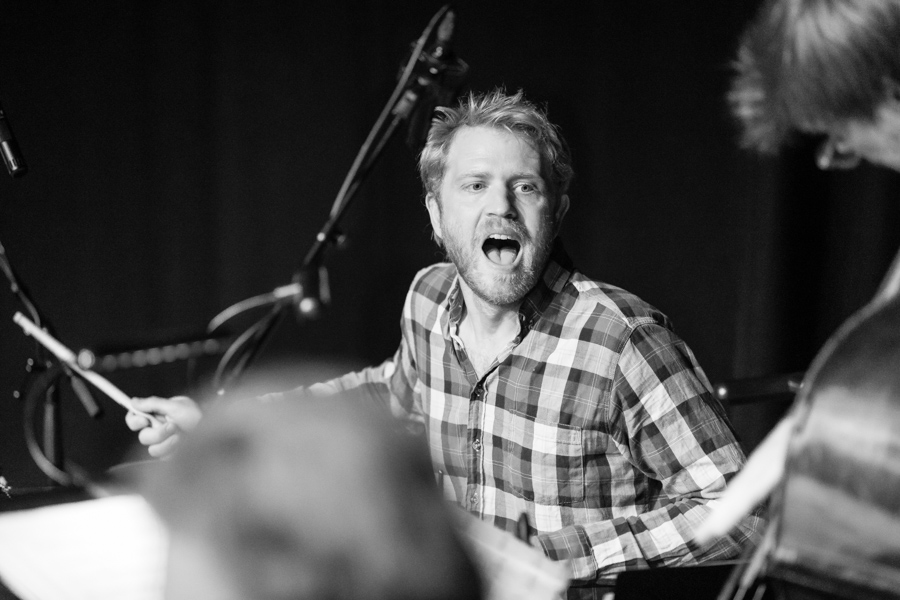
Jon Fält auf dem Kongsberg Jazzfestival 2019

Rob Mallows (London Jazz News) schrieb, dieses dritte Soloalbum der norwegischen Bassistin und Sängerin zeige eine Reife, die – wie man vermutet – damit zusammenhängt, dass sie Mutter geworden ist und darin neue Inspiration findet, wie das Frontcover zeigt.
Der Kritiker von Marlbank lobte, der Ensemble-Sound habe eine fließende, offene Qualität, da er Electronica, spacigen Jazz-Rock und vieles mehr mit Melodiesplittern durchquere, die um einen sich ständig verändernden, überzeugenden Beat geformt sind.
Andy Robson meinte in Jazzwise, dies sei ein „großartig gelungenes Album“; vielleicht habe die Schwangerschaft Wangs vor der Aufnahme des Albums, wie sie es beschreibe, „einen Schlüssel gedreht und eine Mischung aus Erinnerung und Begierde inspiriert, die in einem Tanz zwischen Licht und Dunkelheit eingefangen wurde“. Ihre neuen Mitarbeiter Falt und Luft seien jeweils in hervorragender Form und hätten maßgeblich zu dem Sound des Albums beigetragen. Jon Fält bringe ein Element von Paul Motian in die Band, seine Besenführung sei auf sanfte Weise durchsetzungsfähig; je einfacher er spiele, desto besser werde er, wie etwa in Recognize, so der Autor. Dem Gitarristen Rob Luft werde viel Platz eingeräumt, aber er missbrauche niemals Wangs Großzügigkeit. Stattdessen bauten seine Soli immer auf dem Drama des Songs auf, sei es erschütternd dynamisch bei Erasmus oder reich an einer John-Martyn-ähnlichen Crescendos bei Recognize. Nach Ansicht Robsons ist Charlie Haden Wangs klangliche Inspiration, und Haden-artig reduziere sie ihren Kontrabass, um in den dunklen Einzelnoten zu leuchten, die in majestätisch langsamen Tempi aufgenommen wurden.